# 全国たばこ販売政治連盟
全国たばこ販売政治連盟（ぜんこくたばこはんばいせいじれんめい）は、たばこ業界の掲げる理念や政策を実現するために政治活動を行う日本の政治連盟である。

## 概説
全国たばこ販売協同組合連合会（全協）の政治部門。全協として政治活動をすることが法律により禁止されているため、全協と一体となって活動を行っている。自由民主党の支持団体の一つであり、国会議員・地方議員の協力を得ながら、たばこ業界の発展に向けての活動を行っている。自民党たばこ議員連盟や自由民主党たばこ特別委員会と協働して、たばこ税の増税反対や、「禁煙より分煙を。目指せ！分煙先進国！」をスローガンに掲げた分煙社会の実現に取り組んでいる。

## 基本理念
- たばこ事業法の堅持[1]
- 許可制度・定価制度の維持[1]
- 更なるたばこ税増税の阻止[1]
- 喫煙規制の阻止[1]
- 喫煙場所の確保[1]
- 地方たばこ税を活用した分煙環境整備[1]

## 組織推薦
たばこに理解のある自由民主党の候補者に対して積極的な支援や協力を行っている。2019年の第25回参議院議員通常選挙においては41名、2022年の第26回参議院議員通常選挙においては45名の候補者を組織推薦しており、その大半は自民党たばこ議員連盟に所属している。
| 候補者名   | 選挙区               | 備考                                                                  |
| ---------- | -------------------- | --------------------------------------------------------------------- |
| 藤木眞也   | 比例区               | 自民党たばこ議員連盟（幹事） 自由民主党たばこ特別委員会（事務局次長） |
| 長谷川岳   | 北海道選挙区         | 自民党たばこ議員連盟                                                  |
| 船橋利実   | 北海道選挙区         | 元・自民党たばこ議員連盟                                              |
| 齊藤直飛人 | 青森県選挙区         |                                                                       |
| 広瀬めぐみ | 岩手県選挙区         |                                                                       |
| 石井浩郎   | 秋田県選挙区         | 自民党たばこ議員連盟 自由民主党たばこ特別委員会（幹事）               |
| 星北斗     | 福島県選挙区         |                                                                       |
| 加藤明良   | 茨城県選挙区         |                                                                       |
| 中曽根弘文 | 群馬県選挙区         |                                                                       |
| 関口昌一   | 埼玉県選挙区         |                                                                       |
| 猪口邦子   | 千葉県選挙区         | 自民党たばこ議員連盟                                                  |
| 臼井正一   | 千葉県選挙区         | 自民党たばこ議員連盟                                                  |
| 浅尾慶一郎 | 神奈川県選挙区       |                                                                       |
| 朝日健太郎 | 東京都選挙区         |                                                                       |
| 生稲晃子   | 東京都選挙区         |                                                                       |
| 小林一大   | 新潟県選挙区         | 自民党たばこ議員連盟                                                  |
| 野上浩太郎 | 富山県選挙区         | 自民党たばこ議員連盟                                                  |
| 岡田直樹   | 石川県選挙区         | 自民党たばこ議員連盟                                                  |
| 山崎正昭   | 福井県選挙区         |                                                                       |
| 永井学     | 山梨県選挙区         |                                                                       |
| 松山三四六 | 長野県選挙区         |                                                                       |
| 渡辺猛之   | 岐阜県選挙区         | 自民党たばこ議員連盟                                                  |
| 若林洋平   | 静岡県選挙区         | 自民党たばこ議員連盟                                                  |
| 藤川政人   | 愛知県選挙区         | 自民党たばこ議員連盟                                                  |
| 山本佐知子 | 三重県選挙区         |                                                                       |
| 小鑓隆史   | 滋賀県選挙区         | 自民党たばこ議員連盟                                                  |
| 吉井章     | 京都府選挙区         |                                                                       |
| 松川るい   | 大阪府選挙区         | 自民党たばこ議員連盟                                                  |
| 末松信介   | 兵庫県選挙区         | 自民党たばこ議員連盟                                                  |
| 佐藤啓     | 奈良県選挙区         | 自民党たばこ議員連盟                                                  |
| 鶴保庸介   | 和歌山県選挙区       | 自民党たばこ議員連盟                                                  |
| 青木一彦   | 鳥取県・島根県選挙区 | 自民党たばこ議員連盟                                                  |
| 小野田紀美 | 岡山県選挙区         |                                                                       |
| 宮澤洋一   | 広島県選挙区         | 自民党たばこ議員連盟（副会長） 自由民主党たばこ特別委員会（顧問）     |
| 江島潔     | 山口県選挙区         |                                                                       |
| 中西祐介   | 徳島県・高知県選挙区 | 自民党たばこ議員連盟                                                  |
| 磯﨑仁彦   | 香川県選挙区         | 自民党たばこ議員連盟                                                  |
| 山本順三   | 愛媛県選挙区         | 自民党たばこ議員連盟                                                  |
| 大家敏志   | 福岡県選挙区         | 自民党たばこ議員連盟                                                  |
| 福岡資麿   | 佐賀県選挙区         | 自民党たばこ議員連盟                                                  |
| 山本啓介   | 長崎県選挙区         | 自民党たばこ議員連盟                                                  |
| 松村祥史   | 熊本県選挙区         | 自民党たばこ議員連盟（幹事） 自由民主党たばこ特別委員会（副委員長）   |
| 古庄玄知   | 大分県選挙区         |                                                                       |
| 松下新平   | 宮崎県選挙区         | 自民党たばこ議員連盟                                                  |
| 野村哲郎   | 鹿児島県選挙区       | 自民党たばこ議員連盟 自由民主党たばこ特別委員会（副委員長）           |

| 候補者名     | 選挙区               | 備考                                                                  |
| ------------ | -------------------- | --------------------------------------------------------------------- |
| 山田俊男     | 比例区               | 自民党たばこ議員連盟（幹事長） 自由民主党たばこ特別委員会（副委員長） |
| 岩本剛人     | 北海道選挙区         |                                                                       |
| 高橋はるみ   | 北海道選挙区         | 自民党たばこ議員連盟                                                  |
| 平野達男     | 岩手県選挙区         | 自由民主党たばこ特別委員会（副委員長）                                |
| 愛知治郎     | 宮城県選挙区         | 自民党たばこ議員連盟 自由民主党たばこ特別委員会（副委員長）           |
| 大沼瑞穂     | 山形県選挙区         | 自民党たばこ議員連盟                                                  |
| 森まさこ     | 福島県選挙区         | 自民党たばこ議員連盟                                                  |
| 上月良祐     | 茨城県選挙区         | 自民党たばこ議員連盟                                                  |
| 高橋克法     | 栃木県選挙区         | 自民党たばこ議員連盟                                                  |
| 清水真人     | 群馬県選挙区         | 自民党たばこ議員連盟                                                  |
| 石井準一     | 千葉県選挙区         |                                                                       |
| 豊田俊郎     | 千葉県選挙区         | 自民党たばこ議員連盟                                                  |
| 丸川珠代     | 東京都選挙区         |                                                                       |
| 島村大       | 神奈川県選挙区       | 自民党たばこ議員連盟                                                  |
| 塚田一郎     | 新潟県選挙区         | 自民党たばこ議員連盟 自由民主党たばこ特別委員会（副委員長）           |
| 堂故茂       | 富山県選挙区         | 自民党たばこ議員連盟                                                  |
| 山田修路     | 石川県選挙区         | 自民党たばこ議員連盟                                                  |
| 滝波宏文     | 福井県選挙区         | 自民党たばこ議員連盟                                                  |
| 小松裕       | 長野県選挙区         | 元・もくもく会                                                        |
| 大野泰正     | 岐阜県選挙区         | 自民党たばこ議員連盟                                                  |
| 牧野京夫     | 静岡県選挙区         | 自民党たばこ議員連盟                                                  |
| 吉川有美     | 三重県選挙区         | 自民党たばこ議員連盟                                                  |
| 二之湯武史   | 滋賀県選挙区         | 自民党たばこ議員連盟                                                  |
| 西田昌司     | 京都府選挙区         | 自民党たばこ議員連盟                                                  |
| 太田房江     | 大阪府選挙区         |                                                                       |
| 加田裕之     | 兵庫県選挙区         |                                                                       |
| 堀井巌       | 奈良県選挙区         | 自民党たばこ議員連盟                                                  |
| 世耕弘成     | 和歌山県選挙区       |                                                                       |
| 舞立昇治     | 鳥取県・島根県選挙区 | 自民党たばこ議員連盟                                                  |
| 石井正弘     | 岡山県選挙区         | 自民党たばこ議員連盟                                                  |
| 溝手顕正     | 広島県選挙区         | 自民党たばこ議員連盟                                                  |
| 林芳正       | 山口県選挙区         | 自民党たばこ議員連盟                                                  |
| 高野光二郎   | 徳島県・高知県選挙区 | 自民党たばこ議員連盟                                                  |
| 三宅伸吾     | 香川県選挙区         | 自民党たばこ議員連盟                                                  |
| らくさぶろう | 愛媛県選挙区         |                                                                       |
| 松山政司     | 福岡県選挙区         | 自民党たばこ議員連盟                                                  |
| 山下雄平     | 佐賀県選挙区         | 自民党たばこ議員連盟                                                  |
| 古賀友一郎   | 長崎県選挙区         | 自民党たばこ議員連盟 自由民主党たばこ特別委員会（幹事）               |
| 馬場成志     | 熊本県選挙区         | 自民党たばこ議員連盟 自由民主党たばこ特別委員会（幹事）               |
| 礒崎陽輔     | 大分県選挙区         | 自民党たばこ議員連盟                                                  |
| 長峯誠       | 宮崎県選挙区         | 自民党たばこ議員連盟                                                  |